# Antonino Baptista
Antonino dos Santos Baptista é um ciclista português, nascido em 10 de março de 1933 em  Aguada de Cima e falecido em 5 de fevereiro de 2013 em Viseu. Foi um dos maiores ciclistas portugueses do seu tempo, companheiro e rival de Alves Barbosa. ambos ao serviço do memorável Sangalhos.
* Foi campeão nacional de fundo em 1958 e 1959.
* Foi 2º. classificado na Volta a Portugal de 1960, chegando a envergar a camisola amarela.
* Participou nos Tours de França de 1958, 1959 e 1960.
* Participou nas Vueltas a Espanha de 1958 1959 e 1960.
* Foi terceiro da Volta a Marrocos de 1960, ganhando uma etapa.
* Foi recordista do Porto-Lisboa (347 kms) , com 9h.28m.2s, à média de 36,652 kms/hora - obtida na prova de 1962.
A Câmara de Águeda atribui-lhe, em 2001, a Medalha de Prata do Município e Aguada de Cima, em 2001, atribui o seu nome à rua onde nasceu. Ele participou em três edições da Volta a França.

## Palmarés
- 1956
  - 13.ª etapa da Volta a Portugal
- 1958
  -  Campeão de Portugal em estrada
    - 7.º e 19. ª etapas da Volta a Portugal
- 1959
  -  Campeão de Portugal em estrada
    - 5.ºb (contrarrelógio por equipas) e 6. ª etapas da Volta a Portugal
- 1960
  - Circuito de Curia
    - 2. ª etapa da Volta a Marrocos

  - 2.º da Volta a Portugal
- 1961
  - Circuito de Curia
    - 4. ª etapa de Porto-Malveira
- 1962
  - Circuito de Curia
    - 3.ºb etapa do Grande Prémio Robbialac

  - Porto-Lisboa
- 1963
  - Circuito de Curia
    - 5. ª etapa da Volta a Portugal
- 1964
  - Circuito de Torres Vedras

## Resultados na as grandes voltas

### Tour de France
3 participações
- 1958 : abandono
- 1959 : abandono
- 1960 : abandono

### Volta a Espanha
3 participações
- 1958 : 36.º
- 1959 : abandono
- 1961 : abandono